# IC 142
IC 142 је дио галаксије (напримјер сјајан HII регион) у сазвјежђу Троугао која се налази на листи објеката дубоког неба у Индекс каталогу.
Деклинација објекта је + 30° 45' 22" а ректасцензија 1h 33m 55,8s. Привидна величина (магнитуда) објекта IC 142 износи 14,2. IC 142 је још познат и под ознакама SCL in M 33.